# Остерман, Андрей Иванович
Граф (с 1730) Ге́нрих Иога́нн Фри́дрих Остерма́н (нем. Heinrich Johann Friedrich Ostermann), в России — Андре́й Ива́нович; (30 мая [9 июня] 1686, Бохум — 20 [31] мая 1747, Берёзов) — один из сподвижников Петра I, выходец из Вестфалии, фактически руководивший внешней политикой Российской империи в 1720-е и 1730-е годы. Придерживался политики союза со Священной Римской империей и стал одним из авторов союзного договора 1726 года. Занимал пост вице-канцлера и первого кабинет-министра. В 1740 году был произведён в чин генерал-адмирала, но после переворота 1741 года попал в опалу и был лишён чинов и титулов. Его сын граф Иван Андреевич Остерман стал канцлером.

## Начало деятельности. Сподвижник Петра
Родился в семье пастора Иоганна Конрада Остермана в Бохуме (30 мая [9 июня] 1686), в Вестфалии, учился в Йенском университете, но из-за дуэли вынужден был бежать в Амстердам, оттуда с адмиралом Крюйсом приехал в 1704 году в Россию.
Быстро выучившись русскому языку, Остерман приобрёл доверие Петра I и в 1707 году был уже переводчиком посольского приказа, а в 1710 году — его секретарём. На русский манер стал зваться Андреем Ивановичем. В 1711 году сопровождал Петра в Прутском походе; в 1713 году участвовал в переговорах со шведскими уполномоченными; в 1721 году добился, вместе с Яковом Брюсом, заключения Ништадтского мира, за что был возведён в баронское достоинство. Ему же принадлежит и заключение в 1723 году выгодного для России торгового договора с Персией, доставившего ему звание вице-президента коллегии иностранных дел. В 1726 году стал инициатором заключения союза с Австрией. Он был постоянным советником Петра I и в делах внутреннего управления: по его указаниям составлена «табель о рангах», преобразована коллегия иностранных дел и сделано много других нововведений.
Пётр очень ценил своего соратника, пожаловал ему множество земель, в том числе село Красный Угол Рязанской губернии, ставшее родовым гнездом Остерманов.

## Внешняя политика Остермана
С вступлением на престол Екатерины I Остерман, как сторонник императрицы и Меншикова, назначается вице-канцлером, главным начальником над почтами, президентом коммерц-коллегии и членом Верховного тайного совета.
Назначенный вице-канцлером, Андрей Иванович стал идейным вдохновителем и автором союза с Австрией. Определяя цели политики на сближение с Веной, Остерман писал: «Цесарь в состоянии, почитай, всех иных держав от наступления на Россию удержать… А России сверх вышеописанной генеральной пользы будет ещё сия партикуляция, что цесарь, яко гарант Травендальского мира, к возвращении Шлезвига Его Королевскому Высочеству герцогу Голштинскому вспомогать будет, и яко верховный судья имперский — в делах герцога Мекленбургского. Опасностей от такого союза мало видно, ибо от Франции за такой союз войны не будет, но паче, видя Россию в добром согласии с цесарем, ещё вяще российскую дружбу искать станет. Англия в долгом или кратком времени от теснаго своего сообязательства с Франциею по натуральным свои интересам к Цесарю Римскому возвратитьца имеет. Король Пруской толь наипаче к российской дружбе держатьца принуждён будет. Швеция сей союз с цесарем сама желает. Польша от всяких противностей не токмо удержана, но ещё в ближайшее согласие приведена будет». Будущее показало верность расчётов вице-канцлера, а русско-австрийский союз был заключён в Вене 26 июля (6 августа) 1726 года русским посланником Людвигом Ланчинским и принцем Евгением Савойским.
Выбранный в воспитатели Петра II, на которого, однако, мало имел влияния, он остался, после удаления Меншикова, во главе управления. Уклонившись в 1730 году, в силу своего иностранного происхождения и болезни ног, от участия в замыслах верховников и даже не подписавшись под «кондициями», Остерман примкнул к шляхетству, стал, вместе с Феофаном Прокоповичем, во главе партии, враждебной верховникам, и переписывался с Анной Иоанновной, давая ей советы.

## Царствование Анны Иоанновны

### Внутренняя политика

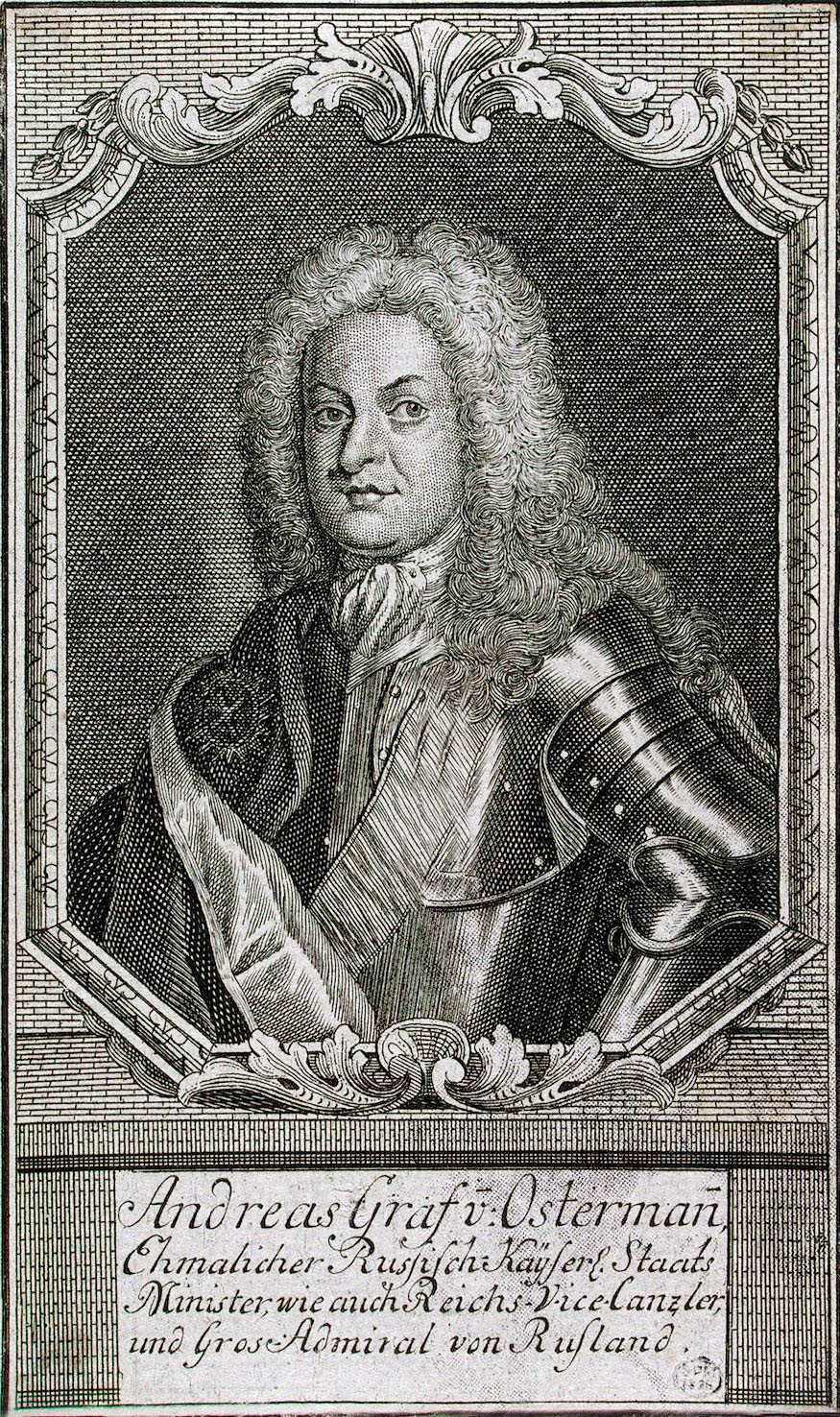
Гравюра нач. XVIII в.

С вступлением на престол Анны Иоанновны, наградившей Остермана графским достоинством (1730), для него открывается обширнейшее поприще деятельности. Будучи главным и единственным вершителем дел внешних, он являлся для Бирона и лучшим советником во всех серьёзных делах по внутреннему управлению. По мысли Остермана был учреждён кабинет министров, в котором вся инициатива принадлежала ему и его мнения почти всегда одерживали верх, так что Остерману всецело следует приписать тогдашние действия кабинета: сокращение дворянской службы, уменьшение податей, меры к развитию торговли, промышленности и грамотности, улучшение судебной и финансовой частей и многое другое. Им же были улажены вопросы голштинский и персидский и заключены торговые договоры с Англией и Голландией. Он был против разорительной войны с турками, закончившейся заключённым им Белградским миром.
При Анне Леопольдовне Остерман, сохраняя прежние звания и обязанности, был сделан генерал-адмиралом и после удаления Бирона оставался во главе правления. Через шпионов он знал о заговоре сторонников Елизаветы Петровны, но его предостережения были оставлены правительницей без внимания.

### Реформа флота
В 1732 году граф Андрей Иванович был назначен председателем учрежденной императрицей Анной Воинской морской комиссии. Комиссией была сформулирована первая военно-морская доктрина России, произведена реформа управления, введены новые штаты флота.
В августе 1732 года было принято решение о восстановлении закрытого в 1722 году Архангельского порта и военного кораблестроения на Соломбале. Соломбальская верфь стала второй основной строительной базой Балтийского флота и начала работу в 1734 году. Задуманная для строительства кораблей низших рангов — 54-пушечных кораблей, она уже в 1737 году начала строительство 66-пушечных кораблей, а с 1783 года в Архангельске начали строить и 74-пушечные суда. За период царствования Анны Иоанновны в Архангельске было построено 52,6 % всех кораблей Балтийского флота, при Елизавете Петровне — 64,1 %. За период 1731—1799 годов в Петербурге (с Кронштадтом) было построено 55 кораблей, а в Архангельске — 100.
Создание Архангельской верфи давало возможность быстро и оперативно развернуть строительство большого числа кораблей, используя местную лиственницу и экономя ограниченные ресурсы корабельного дуба. Архангельская верфь стала фактически главной судостроительной базой Балтийского флота. Наличие квалифицированной рабочей силы, меньшие сроки доставки леса и лучшая организация его заготовки привели к тому, что стоимость и сроки строительства кораблей в Архангельске были меньше, чем в Петербурге.

## Падение и ссылка

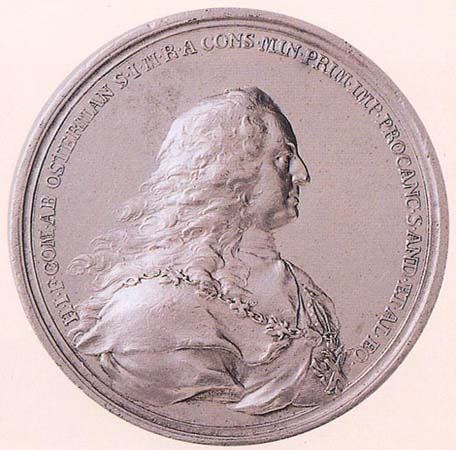
Медаль «В память заслуг графа А. И. Остермана». 1730-е

После воцарения Елизаветы Остерман был арестован и предан суду. Следственная комиссия взвела на него множество разных обвинений:
- подписав духовное завещание Екатерины I и присягнув исполнить его, он изменил присяге;
- после смерти Петра II и Анны Иоанновны устранил Елизавету Петровну от престола;
- сочинил манифест о назначении наследником престола принца Иоанна Брауншвейгского;
- советовал Анне Леопольдовне выдать Елизавету Петровну замуж за иностранного «убогого» принца;
- раздавал государственные места чужестранцам и преследовал русских;
- делал Елизавете Петровне «разные оскорбления» и т. п.

«Граф Остерман, поражённый несчастием, заболел настолько опасно, что врачи не ручались за продолжение его жизни до произнесения приговора».
Немецкий биограф писал: «У него была рана на ноге, которая во время заключения, не без умысла с его стороны, или просто по неосмотрительности … до того разболелась, что перешла в раковидную, или скорее гангренозную, и все доктора решили, что ему жить недолго. Поднят был вопрос о том, чтобы из крепости его перенесть в Зимний дворец, где приложены были самыя заботливыя о нём попечения и уход. Императрица Елизавета приказала не только встретить его ласково и заботиться о его здоровьи, но, как говорят, сказала при этом: „что ей жаль так жестоко поступать с столь знаменитым старцем, но того требует справедливость“. Особая комиссия, назначенная для исследования преступлений сановников, состояла из пяти членов; то были: граф Ушаков, князь Трубецкой, генерал Левашов, князь Куракин и тайный советник Нарышкин».
Остерман был приговорён к колесованию.

День казни был назначен на 18 января 1742 года. К эшафоту, воздвигнутому на Васильевском острове, перед зданием двенадцати коллегий (на месте нынешняго биржеваго сквера), потянулся из крепости ряд простых крестьянских саней с государственными преступниками. Первым везли Остермана, в шубе, тёплом шлафроке и в колпаке; за ним Миних, который ради какого-то мелодраматическаго эффекта облачился в красный, военный плащ, в котором совершал походы в Данциг и к Очакову. Шесть тысяч гвардейских солдат и массы народа окружали эшафот. Остермана внесли на него на носилках и посадили на стул, потом сняли со старика колпак и парик. С развевающимися клочьями седых волос, морщась от боли в ногах, но совершенно спокойно, граф выслушал чтение приговора. Биографы удивляются его хладнокровию, но причиною таковому была, конечно, твёрдая уверенность в милосердии императрицы, которая в самую ночь восшествия своего на престол, пред иконою Спасителя, дала клятву никого не казнить смертию. Эта клятва, без сомнения, была небезызвестна Остерману. С тем же спокойствием он, снятый со стула и опущенный на колена на помост, положил голову на плаху. Палач оправил ворот сорочки, поднял топор и мгновенно отвёл его в сторону и опустил на помост при слове: прощение.
Императрица заменила смертную казнь пожизненною ссылкою для всех осуждённых. Остерман был сослан в Берёзов, здесь он с женой прожил пять лет, никуда не выходя и никого не принимая, кроме пастора, и постоянно страдая от подагры. Здесь же и умер. Погребён на Берёзовском погосте, могила сохранилась до настоящего времени.

## Черты характера
По внешнему управлению Остерман строго следовал начертаниям Петра. В виду его «политики» действовать через других и за спиной других А. П. Волынский считал его за человека, «производящего себя дьявольскими каналами и не изъясняющего ничего прямо, а выговаривающего всё темными сторонами». Фридрих II в своих «Записках» характеризует его так: «искусный кормчий, он в эпоху переворотов самых бурных верной рукой управлял кормилом империи, являясь осторожным и отважным, смотря по обстоятельствам, и знал Россию, как Верней — человеческое тело».
По замечанию историка В. Н. Виноградова, граф Остерман принадлежал к тем иностранцам, для которых Россия стала не второй родиной, а единственной. Образованный, начитанный, обладающий острым аналитическим умом, Андрей Иванович сочетал в себе все достоинства и пороки века Просвещения. Он не брал взяток и отказывался даже от традиционных в то время подарков в честь заключения договоров. Одновременно, он был честолюбив, тщеславен, мстителен и всегда находился в центре придворных интриг.

## Отзывы современников
В своих записках испанский посол герцог Лирийский рассказывает о нём:

Он имел все нужные способности, чтоб быть хорошим министром, и удивительную деятельность. Он истинно желал блага русской земле, но был коварен в высочайшей степени, и религии в нём было мало, или, лучше, никакой; был очень скуп, но не любил взяток. В величайшей степени обладал искусством притворяться, с такою ловкостию умел придавать лоск истины самой явной лжи, что мог бы провести хитрейших людей. Словом, это был великий министр; но поелику он был чужеземец, то не многие из русских любили его, и потому несколько раз был близок к падению, однако же всегда умел выпутываться из сетей.

## Семья

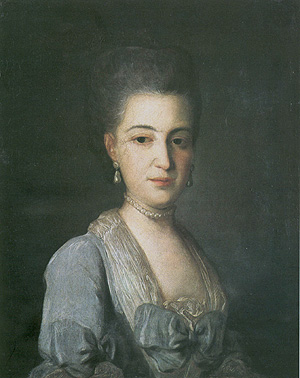
Дочь Анна

- Жена — Марфа Ивановна Остерман, урождённая Стрешнева.

Их дети:
1. Пётр (21 марта 1722 — 1 мая 1723)
2. Фёдор (11 апреля 1723 — 10 (21) ноября 1804)
3. Анна (22 апреля 1724—1769), жена М. А. Толстого; их внук граф Остерман-Толстой.
4. Иван (23 апреля (4 мая) 1725 — 18 (30) апреля 1811)

## Память
В 2008 году установлен памятный знак графу А. И. Остерману на погосте у церкви Рождества Пресвятой Богородицы (п. Берёзово ул. Сенькина 5б).

## Художественные образы
- Владимир Ильин (Цикл фильмов «Тайны дворцовых переворотов», 2000—2013)
- Алексей Агранович (телесериал «Елизавета», 2022)
- Юрий Ицков (фильм «Императрицы», 2023)
- Михаил Волконский «Брат Герцога»
- В.Пикуль «Слово и дело»